# 境界的彼方
《境界的彼方》，是日本作家鳥居奈古夢創作的輕小說作品，並由鴨居知世擔任小說插畫，由KA Esuma文庫出版，為第2屆京都動畫大賞獎勵賞作品。故事為描述有特殊能力的異界士與會給人帶來危害的妖夢搏鬥的黑暗幻想作品。劇場版動畫分成過去篇、未来篇。

## 劇情簡介
某天，神原秋人發現像是要從校舍屋頂跳出去的栗山未来。秋人向未来恳求别自杀后，未来施出她的血以形成一把刀并往秋人腹部捅去，发现他是一个不死之身的半妖梦（妖梦与人类生下来的后代）。就這樣，半妖夢的少年邂逅了與血糾纏的異界士少女，二人不久後更捲進作為城鎮大地主名瀨家的事件。

## 登場人物

### 主要人物
栗山未來（Kuriyama Mirai，聲：種田梨沙）
身高152cm，自稱血型O型，生日3月31日。
本作女主角，被秋人稱作「很適合戴眼鏡」的長月市立高中一年級生，劇場版未來篇起為二年級生，並成為了文藝部的副部長，興趣是園藝及更新部落格。因為把錢都拿去做園藝，所以經常缺錢。口頭禪為「我很不高興（不愉快です）」。
平日相處較輕鬆，但會冷靜沉著地運用血液應戰。是個擁有「被詛咒的血脈」、可操縱血液能力的異界士；右手上有無法回復的傷口，用異能操縱的血液從傷口流出，故平時得經常性纏著繃帶以止血。因為異界士能力是操控血液，所以戰鬥後會出現貧血症狀。
曾因殺死兒時玩伴伊波唯而感到自責，後因秋人的介入而解開心結。原本的目的是為了打倒「境界的彼方」而來到秋人現居的城鎮，起初不想與秋人親近，並不斷地設法殺死秋人；但因被秋人的關心所感動，漸漸與其拉近距離。
喜歡秋人，並在劇場版未來篇後與秋人成為男女朋友。
神原秋人（Kanbara Akihito，聲：KENN、田中芽衣〈幼年〉）
身高171cm，血型A型，生日10月7日。
本作男主角，擔任長月市立高中文藝部副部長的高中二年級生，劇場版未來篇起為三年級生，眼鏡控。是妖夢父親與異界士母親結合所誕下的半妖，妖夢的那一半能力是不死之身，但由於是半妖，因此還是會跟一般人一樣有痛覺。
在身受致命重傷或是人類的那一半被壓制的情況下，體內妖夢「境界的彼方」的部份會接管身體，純粹以妖夢的意識及本能進行破壞、殺戮等行為；在這種狀態下的秋人眼白轉黑，虹膜橘綠黃相間，指甲伸長變黑，臉部和雙手浮現花紋，身邊浮動著綠色與黑色的光影，能操縱土與火焰，反應、體能等大幅增強。
三年前被名瀨家以「人身保護」的名義接管。現在於名瀨家的監管與保護下過著隱藏身份的生活，居住在名瀨家簽訂的停火協議地區裡。
在「風平浪靜/寧靜」的期間，為了分離共生於秋人體內的妖夢「境界的彼方」，被泉以「凍結界」削弱了人類的部分，以逼出境界的彼方，隨後未來立即被泉要求殺死秋人。在「境界的彼方」被打倒後，與秋人本體分離，且未來被其吞噬。為了救出未來，秋人進入了「境界的彼方」的世界，與未來一齊消滅境界的彼方，在其被擊敗後，「境界的彼方」回到秋人身體內， 「境界的彼方」的世界亦隨之瓦解，未來也隨之消失。但由於秋人對未來的思念過於強烈，使得未來的肉身得以回歸到現實世界中。
喜歡未來，並在劇場版未來篇後與未來成為男女朋友。
名瀨美月（Nase Mitsuki，聲：茅原實里）
身高165cm，血型AB型，生日11月1日。
名瀨家的次女，長月市立高中二年級生，劇場版未來篇起為三年級生，文藝部的部長。平日主要任務是監視身為半妖夢的秋人。興趣是戲弄秋人。
異界士能力也是操縱空間，但是力量比博臣稍弱。作為彌補，馴養著一隻名為「小番薯」的妖夢，以指揮牠與妖夢戰鬥作為主要攻擊手段。
名瀨博臣（Nase Hiroomi，聲：鈴木達央、佐仓绫音〈幼年〉）
身高178cm，血型B型，生日7月21日。
在文藝部作為「幽靈部員」的長月市立高中三年級生，劇場版未來篇時已從高中畢業，就算畢業了也仍然是文藝部的名譽部員。名瀨家的長子，美月的哥哥，妹控，被美月稱為「變態哥哥」。本來對秋人態度嚴肅，後來因某些事而拉近距離。
異界士能力為操縱空間，且其能力強大，因為異能造成了嚴重的畏寒症，所以即使是炎夏也會戴著圍巾（而如果症狀有所好轉，代表其異能衰退）；另外圍巾也可當作近戰武器使用。因為畏寒症的關係，因此特別喜歡把手伸進秋人的腋下取暖。
原本仰慕姊姊名瀨泉，後因發現其秘密而改觀。「境界的彼方」回到神原秋人身體後取代泉成為名瀨家的家主。

### 異界士關係者
新堂愛（Shindo Ai，聲：山岡百合）
身高146cm，血型不明，生日8月25日。動畫原創人物。
新堂彩華的義妹，少女姿態的妖夢，能夠變成貓又（外觀為蘇格蘭摺耳貓）。長月市立高中一年級生，劇場版未來篇起為二年級生，對人類沒有敵意，並和秋人很親近。
新堂彩華（Shindo Ayaka，聲：進藤尚美）
身高165cm，血型不明，生日5月22日。
同時為妖夢和異界士的和服女子，領有執照的妖夢鑑定師；經常拎著煙斗抽菸。平時可使用符咒構築結界或將其作為對付妖夢的武器；其妖夢形態為巨大九尾狐，可從口中吐出火焰攻擊敵人。
二之宮雫（Ninomiya Shizuku，聲：渡邊明乃）
身高168cm，血型A型，生日6月18日。
被譽為美人的異界士，用拳頭作戰，可以徒手擊碎威脅性較小的敵人，或者抵禦敵方正面攻擊；另外她可以揮拳敲擊地面，製造地表裂縫或土牆牽制敵人行動。除了異界士的工作之外，也在長月市立高中擔任老師。雖然漂亮，但找不到好的男朋友，一聽到結婚就會發火。
名瀨泉（Nase Izumi，聲：川澄綾子）
身高170cm，血型RH-O型，生日4月7日。
名瀨家的長女，名瀨家家主，博臣和美月的姊姊。異界士能力與博臣一樣是操縱空間，實力高強，壓倒性的勝過絕大部分的異界士；除了可製造牢籠力場困住敵人外，也有將敵人減緩行動的能力。武器是雙節薙刀。此外喜歡吃鬆餅。
其強大的原因是因為被植入的妖夢寄生於體內，被揭穿後在博臣等人面前消失，於未來篇登場時，已經被體內妖夢侵蝕，在與博臣戰鬥之後，被順利救回。
伊波櫻（Inami Sakura，聲：豐田萌繪）
身高159cm，血型A型，生日4月29日。動畫原創人物。
唯的妹妹，長月市立高中一年級生，劇場版未來篇起為二年級生，憎恨殺死姊姊的未來；但在動畫版的設定中，因為未來對唯被虛幻之影同化袖手旁觀，加上藤真彌勒的言語蠱惑，而對未來產生怨恨。
使用結合長柄砍刀、槍與電鋸的大型複合武器。此武器可藉由吞噬妖夢來變得強大。但是因為自己本身沒有異能，因此差點被吞噬，後被未來所救。後來因為不敵未來，最终解開心結與未來合好，目前與未來同居。
伊波唯（Inami Yui，聲：矢作紗友里）
女性，在原作小說版的設定中的身分為未來與優斗的師父。而在動畫版的設定中，則為未來的童年好友，卻因為碰上虛幻之影遭其同化與吞噬，一旁無能為力的未來對此產生了罪惡感。
真城優斗（Mashiro Yuuto）
身材高瘦的少年，未來的青梅竹馬。有操控下級妖夢的能力。動畫版未登場。
藤真彌勒（Fujima Miroku，聲：松風雅也）
身高180cm，血型A型，生日1月8日。
異界士協會的查問官。有將言語現實化的能力（但自己不清楚的就做不到）。喜歡喝香蕉口味的保久乳。與泉體內寄住著同樣的妖夢。
後來被證實是讓「境界的彼方」復甦搞破壞的主謀之一，利用座車上的蓄電池產生吸引四周妖夢的力場；最後在跟博臣、美月、櫻、彩華、雫等人的戰鬥中，因雙拳難敵四手趁機逃逸。被名瀨泉重傷後逃逸，於未來篇中被自己植入體內的妖夢啃蝕殆盡後死亡，死前有保留下遺言置於影帶中。
楠木右京（Kusunoki Ukyo）
異界士協會的查問官，因為雙親被妖夢所殺而憎惡妖夢。
永水桔梗（Eisui Kikyo）
異界士協會的查問官，能夠自由變化重力。
一之宮庵（Ichinomiya Iori）
專精於情報的異界士，能將自己的意識直接連上網路。
峰岸舞耶（Minegashi Maiya）
涉嫌狙殺異界士的白銀髮少女。攜帶半自動手槍及迴轉手槍作戰，能力在査問官之上。

### 家族關係者
神原彌生（Kanbara Yayoi，聲：今野宏美）
身高160cm，血型B型，生日3月13日
秋人的母親，外貌童顏巨乳，異界士；與名瀨泉、二之宮雫和新堂彩華她們是舊識。自稱是“守著世界大門的人，已經存在並觀望很久了”。
秋人的父親
不死身的妖夢，僅只被秋人提及，其他背景設定皆不明。
未來家
被稱為“被詛咒的血脈”，原因是他們是打開妖夢世界與這邊世界大門的人，那道門的名字就叫做“境界的彼方”，也因此背負著要消滅的使命。
未來的母親（聲：筱原惠美）
與未來一樣擁有「被詛咒的血脈」。與秋人的媽媽彌生熟識，曾請託彌生在自己死後，將自己的遺體製成戒指，也就是未來手中佩戴的戒指，代替她永遠守護未來。
未來的祖先（聲：日笠陽子）

## 用語
妖夢
是人類心靈扭曲的結晶，其姿態千變萬化。其中也存在著以人類為食的種類。
一般人類看不到，只有擁有特殊異能的異界士才能看得到。
境界的彼方
傳說會帶來巨大災禍的妖夢，沒有實體，看起來就像鏡子般倒映著所有景物。據說各種疾病、戰爭等皆是由它引起，推測擁有“讓持有者具現出極其思念之人的肉體”的能力，也能讓持有者擁有不死之身的能力，目前潛伏在秋人的體內。
實際上為妖夢世界和人類世界的大門
虛幻之影
一種沒有固定實體的妖夢，能自由變幻成人們心理所恐懼的東西，會占據力量不夠強大的異界士身體。
異界士
天生擁有特殊異能，以打倒妖夢為業的人。
異能與血脈有關，相同血脈的人所擁有的異能會一樣。
但是擁有血脈的人並不一定會覺醒異能。
半妖
人類與妖夢結合而出生的稀有存在，不過由於數量過於稀少，其存在大多不為人知。
風平浪静
一種人類無法解釋與理解的自然現象，在現象持續的這段期間，所有的妖夢都會變得很虛弱。

## 出版書籍
書籍版權目前没有授權海外。

### 輕小說
| 卷數 | KA Esuma文庫  | KA Esuma文庫           |
| 卷數 | 發售日期      | ISBN                   |
| ---- | ------------- | ---------------------- |
| 1    | 2012年6月9日  | ISBN 978-4-9905812-4-4 |
| 2    | 2013年4月3日  | ISBN 978-4-907064-04-4 |
| 3    | 2013年10月2日 | ISBN 978-4-907064-07-5 |

### 公式書
| 標題                     | KA Esuma文庫  | KA Esuma文庫           |
| 標題                     | 初版發售日期  | ISBN                   |
| ------------------------ | ------------- | ---------------------- |
| ガイドブック             | 2013年10月2日 | ISBN 978-4-907064-09-9 |
| 公式ファンブック         | 2014年3月19日 | ISBN 978-4-865290-29-5 |
| 公式ムックfeat.秋人&博臣 | 2014年4月23日 | ISBN 978-4-391-63594-2 |

## 電視動畫
2013年4月於官網上宣佈電視動畫化。由京都動畫製作，於2013年10月2日开始深夜放送。
是继《中二病也想谈恋爱！》、《Free！》之后第三部京都动画大赏小说部门得奖而动画化的作品。

### 製作人員
- 原作：「境界的彼方」鳥居奈古夢
- 插畫、角色原案：鴨居知世（KA Esuma文庫/京都動畫）
- 監督：石立太一
- 系列構成、劇本：花田十輝
- 角色設計、總作畫監督：門脇未來
- 美術監督：渡邊美希子
- 色彩設計：宮田佳奈
- 小物品設定：高橋博行
- 妖夢設定：秋竹齊一
- 攝影監督：中上龍太
- 編輯：重村建吾
- 音響監督：鶴岡陽太
- 音樂：七瀨光
- 企劃製作人：八田英明
- 製作人：瀨波里梨、中村伸一、齋藤滋、田中豪
- 動畫製作：京都動畫
- 製作：境界的彼方製作委員會（京都動畫、波麗佳音、Lantis、TBS）

### 主題曲
片頭曲
作詞：畑亞貴，作曲、編曲：菊田大介，主唱：茅原實里
片尾曲「Daisy」
Created by STEREO DIVE FOUNDATION
印象曲「NO LINE」
作詞：畑亞貴，作曲、編曲：菊田大介，主唱：茅原實里
插入曲（第6話）
作詞：小田倉奈知，作曲：俊龍，編曲：高橋諒
主唱：妖夢討伐隊（栗山未來〈種田梨沙〉、名瀨美月〈茅原實里〉、新堂愛〈山岡百合〉）

### 角色歌
「Displeasing Diary」
作詞：松井洋平，作曲、編曲：渡邊未來，主唱：栗山未來(CV.種田梨沙)
「Because of "S"adness」
作詞：松井洋平，作曲、編曲：渡邊未來，主唱：名瀬美月(CV.茅原実里)
「Ordinary Girl's Talk!」
作詞：松井洋平，作曲、編曲：岡本健介，主唱：栗山未来(CV.種田梨沙)×名瀬美月(CV.茅原実里)
「AS IT IS」
作詞：松井洋平，作曲、編曲：渡邊未來，主唱：神原秋人(CV.KENN)
「CAGE FOR LOVE」
作詞：松井洋平，作曲、編曲：渡邊未來，主唱：名瀬博臣（CV.鈴木達央）
「Welcome to THE WORLD!」
作詞：松井洋平，作曲：鈴木盛広，編曲：高田曉，主唱：神原秋人(CV.KENN)×名瀬博臣(CV.鈴木達央)

### 各話列表
| 話數       | 日文標題 | 中文標題   | 分鏡              | 演出              | 作畫監督            |
| ---------- | -------- | ---------- | ----------------- | ----------------- | ------------------- |
| #0 （OVA） |          | 東雲       | 石立太一          | 石立太一          | 門脇未來 秋竹齊一   |
| #1         |          | 胭脂紅     | 石立太一          | 石立太一          | 門脇未來            |
| #2         |          | 群青       | 武本康弘          | 武本康弘          | 內藤直              |
| #3         |          | 月光紫     | 北之原孝將        | 北之原孝將        | 池田晶子            |
| #4         |          | 橙         | 武本康弘          | 武本康弘          | 植野千世子          |
| #5         |          | 萌黃之燈   | 山田尚子          | 山田尚子          | 內藤直              |
| #6         |          | 鮮豔粉紅   | 石原立也 小川太一 | 小川太一          | 丸木宣明            |
| #7         |          | 陰色       | 北之原孝將        | 北之原孝將        | 池田晶子            |
| #8         |          | 寧靜黃金   | 太田香            | 太田香            | 堀口悠紀子          |
| #9         |          | 銀竹       | 河浪榮作          | 河浪榮作          | 引山佳代            |
| #10        |          | 白的世界   | 武本康弘          | 武本康弘          | 植野千世子          |
| #11        |          | 黑的世界   | 三好一郎          | 三好一郎          | 內藤直              |
| #12        |          | 灰色的世界 | 石立太一          | 石立太一 小川太一 | 門脇未來 堀口悠紀子 |

※ #0「東雲」後來在2015年3月28日23:00～23:30於日本BS11播映。

### 播放電視台
日本深夜動畫：下文記載的日本国内播放時間使用日本標準時間（UTC+9）表示。因為部分時間标识會採用30小时制，因此請留意这类超过24:00的时间，其實際播放時間為翌日清晨。
| 播放地區   | 播放電視台   | 播放日期                      | 播放時間（UTC+9）         | 所屬聯播網 | 備註                     |
| ---------- | ------------ | ----------------------------- | ------------------------- | ---------- | ------------------------ |
| 東京都     | TOKYO MX     | 2013年10月2日－12月18日       | 星期三 24時30分－25時00分 | 獨立UHF局  |                          |
| 愛知縣     | 愛知電視台   | 2013年10月2日－12月18日       | 星期三 26時05分－26時35分 | 東京電視網 |                          |
| 近畿廣域圈 | 朝日放送     | 2013年10月2日－12月18日       | 星期三 26時43分－27時13分 | 朝日電視網 | 星期三動畫＜水もん＞節目 |
| 日本全國   | BS11         | 2013年10月6日－12月22日       | 星期日 24時00分－24時30分 | 衛星電視   | ANIME+節目               |
| 日本全國   | TBS點播      | 2013年10月7日－12月23日       | 星期一 24時00分－24時30分 | 網絡電視   |                          |
| 日本全國   | NICONICO直播 | 2013年10月8日－12月24日       | 星期二 22時30分－23時00分 | 網絡電視   |                          |
| 日本全國   | Animax       | 2013年10月18日－2014年1月10日 | 星期五 22時00分－22時30分 | 衛星電視   |                          |
| 日本全國   | Animax       | 2013年10月19日－2014年1月11日 | 星期六 22時30分－23時00分 | 衛星電視   | BS ANIMAX免費放送        |
| 日本全國   | 萬代頻道     | 2013年10月22日－2014年1月7日  | 星期二 12時00分 更新      | 網絡電視   |                          |

| 播放地區 | 播放電視台 | 播放日期               | 當地播放時間            | 所屬聯播網  | 備註                  |
| -------- | ---------- | ---------------------- | ----------------------- | ----------- | --------------------- |
| 香港     | Animax     | 2014年4月21日－5月6日  | 星期一至五 21:00－21:30 |             |                       |
| 臺灣     | Animax     | 2014年8月5日－8月16日  | 每天 20:30－21:00       | 有線電視    | 含中文配音 有重播時段 |
| 臺灣     | Animax HD  | 2015年3月11日－3月22日 | 每天 19:00－19:30       | 中華電信MOD | 含中文配音 有重播時段 |

### 短篇動畫
《境界的彼方 偶像裁判！ ～即使迷茫也要裁决之人～》
2013年11月18日開始在動畫官方網站期間限定配信的短篇動畫，由變成Q版角色的四位女主角擔任「陪審員」（栗山未來、名瀨美月、伊波櫻）與「偶像裁判長」（新堂愛）對被告人做出裁決。
配信版全3話，DVD&Blu-ray第7卷則會收錄未配信的2話。
- 劇本：花田十輝
- 分鏡：石立太一（#1）、內海紘子（#2－#5）
- 演出：內海紘子
- 作畫監督：西屋太志
- 動畫製作：京都動畫
- 動畫製作協力：Animation Do

#### 主題曲
主題曲「境界的彼方」
作詞 :畑亜貴 / 作曲・編曲 : 菊田大介 (Elements Garden)
片尾曲
作詞：畑亞貴，作曲、編曲：松田彬人，主唱：新堂愛（山岡百合）
插入曲
作詞、作曲、編曲：ZAQ
主唱：新堂愛與陪審員舞者（新堂愛〈山岡百合〉、栗山未來〈種田梨沙〉、名瀨美月〈茅原實里〉、伊波櫻〈豐田萌繪〉）
編舞：能登有沙

#### 各話列表
| 話數 | 配信日          | 被告人   |
| ---- | --------------- | -------- |
| #1   | 2013年 11月18日 | 神原秋人 |
| #2   | 12月2日         | 二之宮雫 |
| #3   | 12月16日        | 名瀨博臣 |
| #4   | 不適用          | 神原彌生 |
| #5   | 不適用          | 名瀨泉   |

### 映像特典
《境界的彼方 迷你劇場》（境界の彼方 ミニ劇場）
- 劇本：西岡麻衣子
- 插畫：門脇未来

#### 各話列表
| 話數 | 日文標題 | 中文標題                   |
| ---- | -------- | -------------------------- |
| #1   |          | 最喜歡哥哥了               |
| #2   |          | 未来的明亮一攫千金計畫     |
| #3   |          | 20多歲女子，戀愛頻繁的年紀 |
| #4   |          | 成為偶像之路               |
| #5   |          | 睡衣派對                   |
| #6   |          | 一起去合宿吧               |
| #7   |          | 母親的信                   |

### 藍光／DVD
| 卷數        | 發售日        | 收錄話                           | 規格編號   | 規格編號   |
| 卷數        | 發售日        | 收錄話                           | 藍光初回版 | DVD初回版  |
| ----------- | ------------- | -------------------------------- | ---------- | ---------- |
| 1           | 2014年1月8日  | 第1話－第2話                     | PCXE-50341 | PCBE-54421 |
| 2           | 2014年2月5日  | 第3話－第4話                     | PCXE-50342 | PCBE-54422 |
| 3           | 2014年3月5日  | 第5話－第6話                     | PCXE-50343 | PCBE-54423 |
| 4           | 2014年4月2日  | 第7話－第8話                     | PCXE-50344 | PCBE-54424 |
| 5           | 2014年5月7日  | 第9話－第10話                    | PCXE-50345 | PCBE-54425 |
| 6           | 2014年6月4日  | 第11話－第12話                   | PCXE-50346 | PCBE-54426 |
| 7           | 2014年7月2日  | 第0話+短篇動畫                   | PCXE-50347 | PCBE-54427 |
| Blu-ray BOX | 2016年2月17日 | 第1話－第12話+短篇動畫+未放送1話 | PCXE-60119 | 不適用     |

### CD
| 發售日         | 名稱                            | 商品品番                                                           |
| -------------- | ------------------------------- | ------------------------------------------------------------------ |
| 2013年10月30日 | 境界の彼方                      | LACM-34149（初回限定盤） LACM-14149（通常盤） LACM-14150（動漫盤） |
| 2013年11月27日 | Daisy                           | LACM-34160（初回限定盤） LACM-14160（通常盤）                      |
| 2013年12月11日 | スラップスティック文芸部        | LACA-15362                                                         |
| 2013年12月25日 | ～ふゆかいラジオ～              | LACA-15364                                                         |
| 2014年1月8日   | オリジナルサウンドトラック      | LACA-9324～25                                                      |
| 2013年11月27日 | キャラクターソングシリーズVol.1 | LACM-14159                                                         |
| 2014年1月8日   | キャラクターソングシリーズVol.2 | LACM-14172                                                         |

## 劇場版
- 在2014年9月24號官網播放劇場版製作消息。
- 播放時間為過去篇：2015年3月14日，未來篇：2015年4月25日播映，台灣在2015年10月2日上映。
- 過去篇為電視動畫總集篇，未來篇為原創劇情，延續電視動畫的故事。

### 製作人員
- 原作：「境界的彼方」鳥居奈古夢
- 監督：石立太一
- 系列構成：花田十輝
- 角色設計、總作畫監督：門脇未来
- 配給：松竹
- 動畫製作：京都動畫
- 製作：境界的彼方製作委員會（京都動畫、波麗佳音、Lantis、TBS）

### 主題曲
過去篇

作詞：畑亞貴，作曲、編曲：菊田大介，主唱：茅原實里
「Daisy」
作詞、作曲、主唱： STEREO DIVE FOUNDATION
未來篇

作詞：畑亞貴，作曲：菊田大介，編曲：藤田淳平，主唱：茅原實里

## 外部連結
- KA Esuma文庫『境界的彼方』公式網站（页面存档备份，存于）（日語）
- 『境界的彼方』劇場版官方網站 （页面存档备份，存于）（日語）
- 『境界的彼方』電視動畫官方網站 （页面存档备份，存于）（日語）
- http://asahi.co.jp/anime/kyokai/ （页面存档备份，存于）（日語）
- YouTube上的KA Esuma文庫『境界的彼方』TVCM（日語）
- 電視動畫『境界的彼方』官方Twitter帳号的X（前Twitter）（日語）
- 『境界的彼方』搜狐视频独播专区 （页面存档备份，存于）（简体中文）